# Pimprana atkinsoni
Pimprana atkinsoni là một loài bướm đêm trong họ Noctuidae.